# Estación Renaico
Renaico es una estación de ferrocarriles chilena ubicada en la comuna homónima de la Región de la Araucanía. 

## Historia
Durante el proceso de extensión del Longitudinal Sur, se inicia la construcción de la sección del ferrocarril desde la Estación Curicó hasta la Estación Angol; las obras culminan en 1876 e incluyó la construcción de la estación. La línea fue entregada al Estado el 25 de agosto de 1877 y entró oficialmente a operaciones el 1 de enero de 1878.
En conformidad al programa formado por el gobierno, el Longitudinal Sur debería haber seguido al sur por Angol, pero estudios posteriores de una
comisión de ingenieros realizados en 1884, presidida por Víctor Aurelio Lastarria, hizo cambiar el trazado, adoptándose la actual ruta que pasa por estación Victoria, dejándose el tramo Renaico-Angol como ramal, el que posteriormente se prolongó hasta la estación Traiguén.
Resuelto el cambio de trazado, ese mismo año se iniciaron los trabajos del tramo de ferrocarriles que partió desde Renaico hasta Victoria y la prolongación del tramo angol-Traiguén, que sólo fueron terminados en 1890.
También en el sur de la estación se encuentra un triángulo que unía las dos líneas operativo hasta el 2003. Actualmente, la vegetación cubre su trazado.
Al lado sureste se encuentra la S/E Renaico. Cercano al lado norte de la casa estación se encuentra la placa conmemorativa de la llegada de la electrificación. Desde el 2003 dejó de detenerse el tradicional Rápido de la Frontera, pero con la reanudación del servicio nocturno TerraSur Temuco, la estación vuelve a cobrar vida.
En octubre de 2005 se licitan las vías, y por lo tanto la remoción de 1740 km de vías, incluyendo el ramal de Renaico a Traiguén.
El verano de 2015 se realizó un servicio especial del servicio Santiago-Temuco, teniendo una de sus paradas en la estación Renaico.
Actualmente la estación no cuenta con servicios para pasajeros; su patio y vías son utilizados para el cruce de máquinas, mientras que el edificio de la estación es utilizado por equipo de la Empresa de los Ferrocarriles del Estado para controlar y dirigir el cruce de las máquinas.

## Infraestructura
El edificio original de la estación sigue en pie, así como andenes y señalética. Además, en algunas vías locales de la estación se hallan estacionados vagones sin uso.

## Servicios

### Anteriores
Desde la década de 1990 hasta 2008 existió el Servicio Talcahuano-Renaico que ofrecía un servicio regional para pasajeros; originalmente transitaba entre Talcahuano y Laja, pero en 2002 se extendió el servicio hasta Renaico. Luego de 2008 el servicio fue nuevamente acortado hasta Laja.

## Lectura adicional
- Riquelme Brevis, Hernán; Oyarce Ortuya, Fernando (2019-12). «Construcción de la historia reciente del ferrocarril de La Araucanía (Chile) desde la percepción de sus trabajadores». Sophia Austral (en inglés) (24): 5-24. ISSN 0719-5605. doi:10.4067/S0719-56052019000200005. Consultado el 9 de junio de 2020.